# Alan Greg Rogers
Alan Greg Rogers (21 de setembro 1967 – 27 de janeiro de 2008) era um pastor ordenado, major de inteligência da  Exército dos Estados Unidos,  ativista dos direitos civis LGBT militares, e foi conhecido por ser o primeiro gay assumido a morrer em combate em operações militares realizadas no Iraque.  A cobertura posterior de sua morte acendeu um debate na mídia a respeito da política  militar estadudiniense chamada "Don’t Ask, Don’t Tell" (DADT) e a sua relevancia nas forças armadas americanas.

## Vida e educação
Com três anos de idade, Rogers foi adotado por George e Genny Rogers, sendo ele seu único filho. Em 1977, a família Rogers se mudou de Nova Iorque para Hampton, Flórida, nas redondezas de Gainesville.
Rogers seguiu estudo na Hampton Elementary School, e se graduou no ensino médio na Bradford County High School em Starke, Florida, no ano de 1985.
Rogers juntou-se a  Igreja Missionária Batista de  Ebenezer  na cidade de  Lincoln City, Florida, tendo sido ordenado pastor na congregação ainda jovem.
Enquanto estava no ensino médio, Rogers participou da direção de um  programa militar em sua escola chamado Junior Reserve Officers' Training Corps,  tendo sido descrito por seus colegas como o "mais CDF" da turma.

## Carreira militar e vida adulta
Após o ensino médio, Rogers se juntou ao Reserve Officers' Training Corps, um equivalente universitário do programa que ele participou no ensino médio,  na University of Florida e foi aceito como militar comissionado (um  equivalente ao oficialato brasileiro, bastante comum nos paises do hemisfério norte, tendo esses militares  poder de comando e obrigatóriamente curso superior) na US Army em  1995.  Um artigo do The Gainesville Sun lista errôneamente seucomissionamento em 1990.
De 1990 até 2001, Rogers trabalhou na primeira Guerra do Golfo.
Rogers fez seu primeiro mestrado na Universidade de Phoenix.
O pai de Rogers, George, morreu de ataque do coração em 2000, e sua mãe, Genny, morreu de complicações generalizadas duas semanas depois. Rogers pregou no funeral de sua mãe.

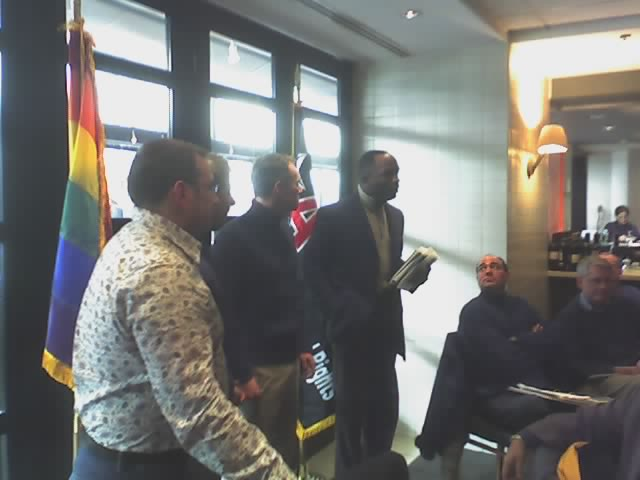
Alan G. Rogers recebendo um prêmio na AVER, em 16 de Janeiro de 2005.

Em 2004, Rogers se mudou para Washington, D.C..  Em 2005, Rogers terminou seu mestrado em Política pública  na Georgetown University.  Apenas 25 oficiais militares foram aceitos no curso. O orientador do mestrado de  Rogers era Mark Nadel, que descreveu Rogers como "um oficial  com qualidades de liderança que o fez espetacular, 'Esse é um cara que eu vou ouvir falar nos próximos dez anos, e ele irá se tornar um general.'"  A tese de Rogers avaliava como a política de DADT afetava o recrutamento e a permanência de militares no exercito.  Em reconhecimento a seus atos na Georgetown, Rogers ganhou um estágio no Pentágono servindo como auxiliar do vice secretário de defesa, Gordon R. England.
Ao começo de outubro de 2004, Rogers serviu como tesoureiro em Washington, D.C. na filial da American Veterans for Equal Rights (AVER).  Em 16 de Janeiro de 2005, Rogers recebeu um prêmio de reconhecimento da organização, tendo o cerimonial ocorrido na Dupont Grill.  Rogers também atuou em diversos eventos auxiliando a Servicemembers Legal Defense Network (SLDN), que atua na tentativa de acabar com a política de DADT.
Rogers expressou sua opinião sobre "Don't Ask, Don't Tell" (DADT) em sua tese de mestrado, escrita em 2005 pouco tempo antes dele ser enviado para o Iraque,  e supostamente morto por uma bomba caseira durante um patrulha terrestre:  "A atual política para gays no exercito parece repousar em muitas suposições equivocadas – que os homossexuais irão tumultuar as bases militares. Minha pesquisa foi capaz de provar que ocorre totalmente o contrario. Na verdade, negar as pessoas o direito legal de servir no exercito viola os princípios básicos da dignidade, alem de colocar a segurança nacional em risco."

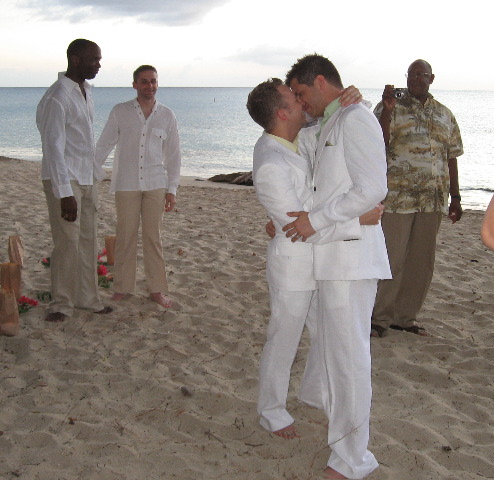
O Major Alan G. Rogers (no topo, à esquerda) segurando a mão de seu namorado em um casamento gay em 28 de julho de 2006.

Em junho de 2006, Rogers realizou uma oração inicial para um casamento de pessoas do mesmo sexo. Rogers supostamente teria alegado, "uma intensa e profunda solidão devido a sua incapacidade de manter um relacionamento amoroso com outros homens de forma duradoura...e a carreira militar o influenciava nisso."
Em julho de 2007, Rogers foi enviado ao Iraque. Amigos organizaram uma festa de despedida para ele em 14 de julho de 2007, ocorrida na Fabulous Bed & Breakfast no nordeste de Washington, D.C.
O superior de Rogers no Iraque era o Col. Thomas Fernandez.  Rogers comunicava-se por email com muitos de seus amigos, sendo que dois colegas da AVER receberam um email dele um dia antes de morrer.

## Morte
De acordo com os registros das forças armadas, Rogers foi morto por uma bomba caseira enquanto realizava um patrulha a pé em Bagdá, em 27 de Janeiro de  2008. Em 30 de outubro de 2008,  os amigos de Rogers criaram a Alan G. Rogers Memorial Scholarship Fund.
Um funeral foi realizado para Rogers na sua Igreja Batista em 8 de fevereiro de 2008.  Em homenagem a Rogers, o governador da Florida,  Charlie Crist ordenou que as bandeiras da  Florida e dos EUA fossem hasteados à meio mastro na Old Bradford County Courthouse, um importante e antigo prédio do Estado,  no  Hampton City Hall,  e na  Florida State Capitol, sede dos poderes estaduais. Os membros da família mais tarde disseram que "nos não sabíamos [que Rogers era gay] até a data da sua  morte. "
Rogers foi cremado com todas as honras militares no Arlington National Cemetery no dia 14 de março de 2008.  Cerca de 200 pessoas compareceram na ocasião, incluindo o sub-secretário Gordon England, o tenente general John F. Kimmons, militares da ativa, e amigos de Rogers tanto da Florida como de Washington, D.C.  Apareceram também uma dúzia ou mais de militares assumidos da ativa.

## Cobertura nacional
O funeral de Rogers ganhou atenção da mídia nacional Americana, primeiramente na MSNBC, no Washington Post e na National Public Radio . Entrementes, a opção sexual de Rogers foi ocultada no começo das reportagens.
O “Post” e a NPR noticiaram coincidentemente o "marco sombrio" que as forças americanas haviam alcançado no Iraque com 4,000 mortes. A morte e o funeral de Rogers ganhou notoriedade quando se soube que ele era gay e trabalhava para por fim à política de DADT nas forças armadas.
Inicialmente, os membros da imprensa estavam cientes da orientação sexual de Roger, enquanto  era-se  noticiado que ele não era casado e que não havia deixado filhos. Enquanto que eram tecnicamente precisos, membros da comunidade LGBT viam nessas noticias  uma tentative de distorcer a orientação sexual de Rogers.
O primo de Rogers, Cathy Long, de Ocala, Flórida, disse, "O Post fez um trabalho maravilhoso. A família esta consternada, e nos não sabíamos de nada até sua morte. Tudo foi pra debaixo do tapete, e nós não discutimos mais isso.”  Foi Cathy Long que  recebeu a bandeira durante o funeral.  "Eu realmente sinto que Alan era muito mais que isso," disse Cathy Long, que chamou a reportagem da Washington Blade de "voltada para o seu bem próprio, numa tentativa de usar Alan para isso. "
A Ombudsman, do Washington Post,  Deborah Howell, afirmou que os editores do Post deliberaram sobre revelar a orientação sexual de Rogers e a entenderam como irrelevante.
O exército pediu que a orientação sexual de Rogers não fosse divulgada, apresento-a como uma preocupação vinda da família.
O Washington Blade reportou que a decisão do Post em mudar a história e incluir mais detalhes a respeito das atividades de Rogers e de seus amigos na comunidade LGBT.  Depois, Howell, no Washington Post, citando os aparentes sentimentos de  Rogers a respeito da DADT, escreveu uma coluna admitindo que o artigo do Post "deveria ter sido mais rico em detalhes" devendo ter revelado a orientação sexual de Rogers e sua posição de ativista gay.
Em 31 de março de 2008, um usuário anônimo da Wikipedia inglesa tentou remover a informação a respeito da orientação sexual de Rogers na versão em Inglês desse artigo. O endereço IP da ação correspondia com o IP do Departamento de Inteligência Militar de Estado Maior (G-2) no  Pentágono, atualmente dirigido pelo Tenente General John Kimmons. Kimmons compareceu no funeral de Rogers e entregou a bandeira do caixão para os membros da família.  Depois o exército negou que o IP associado as mudanças na enciclopédia "necessariamente pertencesse a um funcionário especifico."
Em 4 de agosto de 2008, uma edição da The New Yorker magazine publicou um perfil completo de Rogers, sendo que outras edições abordaram a política de  DADT. A matéria cita o Coronel Mike Hardy, que trabalhou com o Major Rogers no Pentágono, dizendo, "Ele não fez nada para que fosse lembrado com um soldado gay. Em nenhuma de suas ligações ele disse, 'deixe que todo mundo saiba que eu morri com orgulho de ser um oficial gay. '" Ben McGrath, o autor do artigo, comentou, "Mas é claro, ser um oficial gay é, na atual politica do exército, ser um oficial gay reformado sem nenhuma pensão. "

## Condecorações
- Estrela de Bronze (2)
- Purple Heart